# Liste der Kulturgüter in Volketswil
Die Liste der Kulturgüter in Volketswil enthält alle Objekte in der Gemeinde Volketswil im Kanton Zürich, die gemäss der Haager Konvention zum Schutz von Kulturgut bei bewaffneten Konflikten, dem Bundesgesetz vom 20. Juni 2014 über den Schutz der Kulturgüter bei bewaffneten Konflikten sowie der Verordnung vom 29. Oktober 2014 über den Schutz der Kulturgüter bei bewaffneten Konflikten unter Schutz stehen.
Es gibt weder A- noch B-Objekte, Objekte der Kategorie C fehlen zurzeit (Stand: 1. Januar 2022). Unter übrige Baudenkmäler sind geschützte Objekte zu finden, die im Verzeichnis der Objekte von überkommunaler Bedeutung der kantonalen Denkmalpflege zu finden sind.

## Übrige Baudenkmäler
| ID       | Foto |                 | Objekt                                           | Kat.    | Typ | Standort                                          | Beschreibung |
| -------- | ---- | --------------- | ------------------------------------------------ | ------- | --- | ------------------------------------------------- | ------------ |
| 19900025 | ja   | Datei hochladen | Gasthaus zum Sternen                             | C       | G   | Winterthurerstrasse 32, Gutenswil 696673 / 249098 |              |
| 19900156 | ja   | Datei hochladen | Ehemalige Mühle                                  | C       | G   | Pfäffikerstrasse 5 694888 / 249497                |              |
| 19900158 | ja   | Datei hochladen | Ehemaliges Bauernhaus                            | C       | G   | Pfäffikerstrasse 1 694833 / 249503                |              |
| 19900170 | ja   | Datei hochladen | Ehemaliges Bauernhaus mit Schopf                 | C       | G   | Weiherweg 6 / Tonackerstrasse 3–5 694916 / 249621 |              |
| 19900199 | ja   | Datei hochladen | Reformiertes Pfarrhaus, Waschhaus mit Holzschopf | C       | G   | bei Pfarrain 7 694774 / 249569                    |              |
| 19900200 | ja   | Datei hochladen | Reformiertes Pfarrhaus                           | C       | G   | Pfarrain 7 694769 / 249556                        |              |
| 19900231 | ja   | Datei hochladen | Ehemaliges Bauernhaus mit Scheune                | C       | G   | Schmiedgasse 4 694801 / 249477                    |              |
| 19900273 | ja   | Datei hochladen | Ehemaliges Bauernhaus, Hausteil 1                | C       | G   | Chilegass 4 694608 / 249486                       |              |
| 19900274 | ja   | Datei hochladen | Ehemaliges Bauernhaus, Hausteil 2                | C       | G   | Chilegass 6 694607 / 249480                       |              |
| 19900275 | ja   | Datei hochladen | Sigristenhaus                                    | C       | G   | Chilegass 8 694600 / 249469                       |              |
| 19900276 | ja   | Datei hochladen | Reformierte Kirche                               | B kant. | G   | bei Chilegass 8 694583 / 249451                   |              |
| 19900278 | ja   | Datei hochladen | Ehemaliges Bauernhaus mit Werkstatt              | C       | G   | Zentralstrasse 12 694599 / 249536                 |              |
| 19900429 | ja   | Datei hochladen | Ehemalige Liebfrauenkapelle, Versammlungsgebäude | B reg.  | G   | Alte Gasse 5/10 693312 / 249450                   |              |

Legende: Im Wesentlichen siehe Legende der Liste der Kulturgüter von nationaler und regionaler Bedeutung, mit folgenden Ausnahmen:
- Anstelle der KGS-Nummer wird als Objekt-Identifikator (ID) die Inventarnummer im Verzeichnis der Objekte von überkommunaler Bedeutung des kantonalen Denkmalschutzamtes verwendet.
- Bei den Kategorien wird wie folgt unterschieden: B kant. = Objekt von kantonaler Bedeutung (Kanton Zürich); B reg. = Objekt von regionaler Bedeutung (Kanton Zürich).